# Zabójcze umysły: poza granicami
Zabójcze umysły: poza granicami  – amerykański serial telewizyjny (dramat kryminalny, thriller) wyprodukowany przez ABC Studios, CBS Television Studios, The Mark Gordon Company oraz Erica Messer Productions. Serial jest spin-off serialu "Zabójcze umysły", którego twórcą jest Erica Messer. Pierwotnie premierowy odcinek miał być wyemitowany 2 marca 2016 roku, ale premierę przesunięto na 16 marca 2016 roku przez CBS.

W Polsce serial był emitowany od 25 maja 2016 roku do 6 września 2017 roku przez AXN

15 maja 2017 roku, stacja CBS ogłosiła zakończenie produkcji serialu po dwóch sezonach.

## Fabuła
Serial skupią się na pracy elitarnej grupy agentów FBI, która dowodzi Jack Garrett. Grupa ta zajmuje się rozwiązywanie spraw kryminalnych obywateli amerykańskich poza granicami USA.

## Obsada

### Główna
- Gary Sinise jako Jack Garrett, starszy agent specjalny BAU, dowódca grupy[4]
- Alana de la Garza jako Clara Seger[5]
- Daniel Henney jako Matthew "Matt" Simmons[6]
- Tyler James Williams jako Russ "Monty" Montgomery, agent specjalny i technik analityczny[7]
- Annie Funke jako  Mae Jarvis, agent specjalny FBI, technik medycyny sądowej

### Gościnne występy
- Joe Mantegna jako David Rossi,  starszy agent specjalny BAU
- Kirsten Vangsness jako  Penelope Garcia, technik analityczny
- Sherry Stringfield jako  Karen Garrett, żona Jacka[8]

## Odcinki
| Sezon | Sezon | Odcinki | Oryginalna emisja CBS | Oryginalna emisja CBS | Oryginalna emisja AXN | Oryginalna emisja AXN | Oryginalna emisja AXN |
| Sezon | Sezon | Odcinki | Premiera sezonu       | Finał sezonu          | Premiera sezonu       | Finał sezonu          |                       |
| ----- | ----- | ------- | --------------------- | --------------------- | --------------------- | --------------------- | --------------------- |
|       | Pilot | 1       | 8 kwietnia 2015       | 8 kwietnia 2015       | 30 lipca 2015         | 30 lipca 2015         |                       |
|       | 1     | 13      | 16 marca 2016         | 25 maja 2016          | 25 maja 2016          | 17 sierpnia 2016      |                       |
|       | 2     | 13      | 1 marca 2017          | 17 maja 2017          | 14 czerwca 2017       | 6 września 2017       |                       |

## Produkcja
W styczniu 2015 roku ogłoszono, że w główną rolę męska wcieli się Gary Sinise.
W tym samym miesiącu do projektu dołączył Tyler James Williams.
W lutym 2015 roku do obsady głównej dołączył Daniel Henney
9 maja 2015 roku stacja CBS oficjalnie zamówiła pierwszy sezon serialu na sezon telewizyjny 2015/2016, którego premiera była zaplanowana na midesesone 2016. W lipcu 2015 roku ogłoszono, że główną rolę kobiecą zagra Alana de la Garza, po tym jak z projektu odeszła Anna Gunn.

16 maja 2016 roku stacja CBS ogłosiła zamówienie 2 sezonu.